# 克洛斯特巴赫河 (大奧厄河支流)
52°15′6″N 8°31′44″E / 52.25167°N 8.52889°E

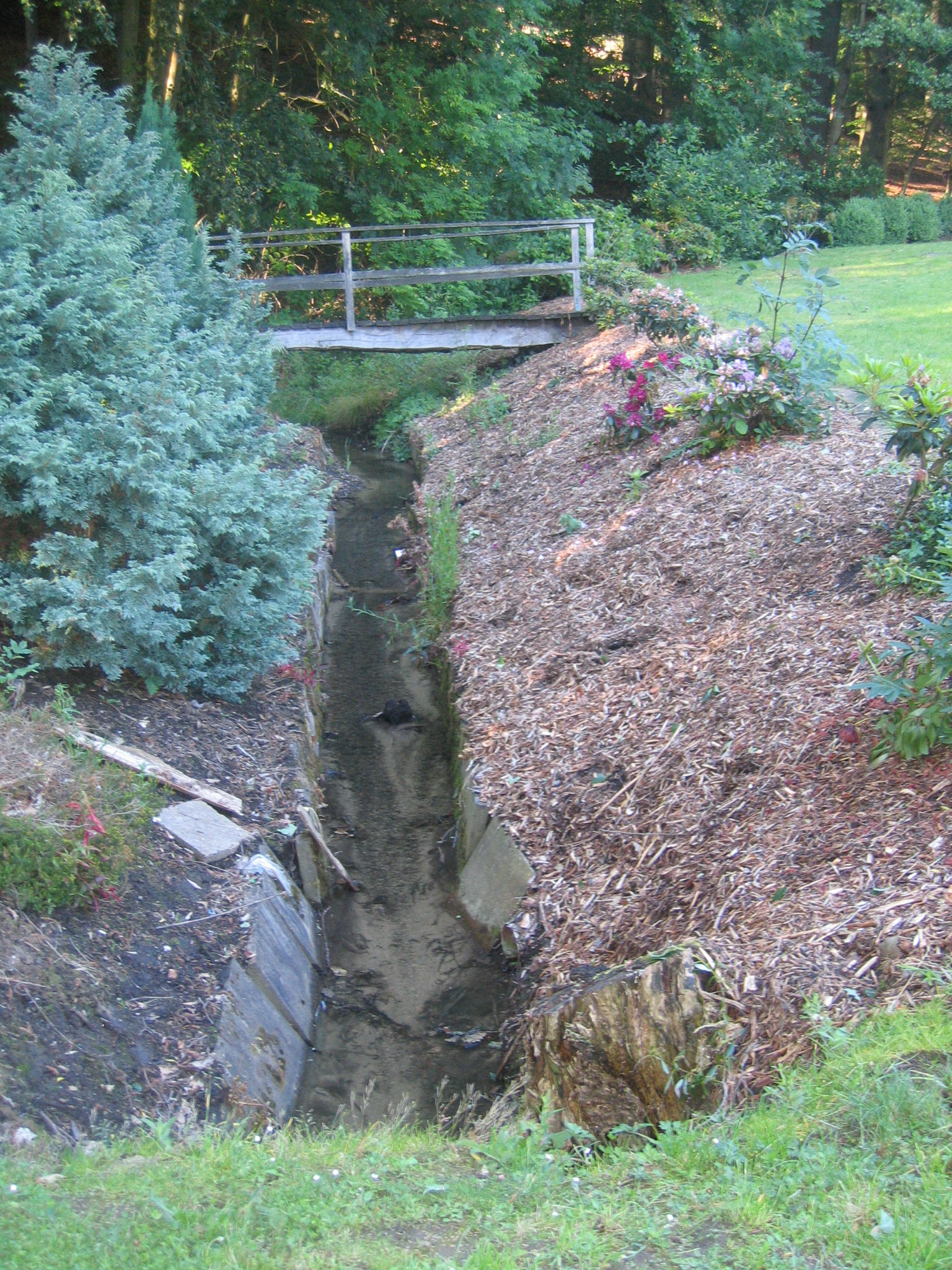

克洛斯特巴赫河（德語：Klosterbach），是德國的河流，位於該國西部，處於北萊茵-威斯特法倫州，屬於大奧厄河的支流，河道全長1.6公里，發源地海拔高度152米。